# Michel-Antoine David
 Michel-Antoine David auch David l’aîné (* 1707; † 17. März 1769 in Paris) war ein französischer Drucker, Verleger und Enzyklopädist im Zeitalter der Aufklärung. Er war einer der Verleger der Encyclopédie französischer Aufklärer.

## Leben und Wirken
David entstammte einer Familie von Pariser Druckern; er war der Sohn des Michel Étienne David. Sein Großvater war der Drucker Michel David und sein Onkel Christophe David (1682–1741). Seine Ausbildung absolvierte er vom September 1727 bis zum Januar 1732 bei dem Pariser Drucker Claude-Louis Thiboust. Am 2. Mai 1732 wurde er Mitglied der Gilde der Buchhändler und Drucker von Paris und am 1. September 1733 erhielt er seinen Meisterbrief.
Als Buchhändler war er in dem Zeitraum von 1732 bis 1769 aktiv, ab 1751 noch zusätzlich als Verleger. Er lebte und arbeitete von 1732 bis 1769 an verschiedenen Orten in Paris, so in der rue Saint-Jacques (ca. 1751), in der rue vis-à-vis la grille des Mathurins (ca. 1762–1764), der rue d’Enfer à Saint Michel (1765)  und schließlich am quai des Augustines Quai des Grands Augustins (ca. 1768).
David war einer der vier Verleger der Encyclopédie, dessen Herausgeber Denis Diderot und Jean-Baptiste le Rond d’Alembert waren. Die anderen Verleger waren André-François Le Breton, Antoine-Claude Briasson und Laurent Durand.